# Celles-sur-Belle
Celles-sur-Belle és un municipi francès situat al departament de Deux-Sèvres i a la regió de la Nova Aquitània. L'any 2007 tenia 3.591 habitants.

## Demografia

### Població
El 2007 la població de fet de Celles-sur-Belle era de 3.591 persones. Hi havia 1.428 famílies de les quals 376 eren unipersonals (136 homes vivint sols i 240 dones vivint soles), 476 parelles sense fills, 496 parelles amb fills i 80 famílies monoparentals amb fills.
La població ha evolucionat segons el següent gràfic:
Habitants censats

### Habitatges
El 2007 hi havia 1.578 habitatges, 1.451 eren l'habitatge principal de la família, 59 eren segones residències i 68 estaven desocupats. 1.475 eren cases i 96 eren apartaments. Dels 1.451 habitatges principals, 952 estaven ocupats pels seus propietaris, 482 estaven llogats i ocupats pels llogaters i 17 estaven cedits a títol gratuït; 15 tenien una cambra, 85 en tenien dues, 186 en tenien tres, 401 en tenien quatre i 764 en tenien cinc o més. 1.157 habitatges disposaven pel capbaix d'una plaça de pàrquing. A 583 habitatges hi havia un automòbil i a 725 n'hi havia dos o més.

### Piràmide de població
La piràmide de població per edats i sexe el 2009 era:
| Homes | Edats   | Dones |
| ----- | ------- | ----- |
| 4     | 95 o +  | 12    |
| 12    | 90 a 94 | 32    |
| 28    | 85 a 89 | 76    |
| 16    | 80 a 84 | 32    |
| 72    | 75 a 79 | 56    |
| 64    | 70 a 74 | 84    |
| 92    | 65 a 69 | 96    |
| 88    | 60 a 64 | 84    |
| 64    | 55 a 59 | 72    |
| 152   | 50 a 54 | 112   |
| 132   | 45 a 49 | 116   |
| 144   | 40 a 44 | 156   |
| 108   | 35 a 39 | 88    |
| 132   | 30 a 34 | 116   |
| 116   | 25 a 29 | 72    |
| 112   | 20 a 24 | 132   |
| 128   | 15 a 19 | 116   |
| 108   | 10 a 14 | 152   |
| 84    | 5 a 9   | 76    |
| 108   | 0 a 4   | 76    |

## Economia
El 2007 la població en edat de treballar era de 2.182 persones, 1.621 eren actives i 561 eren inactives. De les 1.621 persones actives 1.496 estaven ocupades (816 homes i 680 dones) i 125 estaven aturades (43 homes i 82 dones). De les 561 persones inactives 194 estaven jubilades, 182 estaven estudiant i 185 estaven classificades com a «altres inactius».

### Ingressos
El 2009 a Celles-sur-Belle hi havia 1.547 unitats fiscals que integraven 3.694,5 persones, la mediana anual d'ingressos fiscals per persona era de 16.822 €.

### Activitats econòmiques
Dels 154 establiments que hi havia el 2007, 2 eren d'empreses extractives, 5 d'empreses alimentàries, 1 d'una empresa de fabricació de material elèctric, 1 d'una empresa de fabricació d'elements pel transport, 10 d'empreses de fabricació d'altres productes industrials, 29 d'empreses de construcció, 37 d'empreses de comerç i reparació d'automòbils, 9 d'empreses de transport, 5 d'empreses d'hostatgeria i restauració, 9 d'empreses financeres, 8 d'empreses immobiliàries, 14 d'empreses de serveis, 17 d'entitats de l'administració pública i 7 d'empreses classificades com a «altres activitats de serveis».
Dels 50 establiments de servei als particulars que hi havia el 2009, 1 era una oficina d'administració d'Hisenda pública, 1 gendarmeria, 1 oficina de correu, 4 oficines bancàries, 6 tallers de reparació d'automòbils i de material agrícola, 1 taller d'inspecció tècnica de vehicles, 2 autoescoles, 3 paletes, 7 guixaires pintors, 7 fusteries, 3 lampisteries, 2 electricistes, 1 empresa de construcció, 4 perruqueries, 1 veterinari, 1 restaurant, 4 agències immobiliàries i 1 saló de bellesa.
Dels 13 establiments comercials que hi havia el 2009, 1 era un supermercat, 2 botiges de menys de 120 m², 2 fleques, 1 una carnisseria, 2 llibreries, 1 una sabateria, 1 una botiga de material esportiu, 1 un drogueria i 2 floristeries.
L'any 2000 a Celles-sur-Belle hi havia 47 explotacions agrícoles que ocupaven un total de 2.200 hectàrees.

## Equipaments sanitaris i escolars
El 2009 hi havia 2 farmàcies i 1 ambulància.
El 2009 hi havia 1 escola maternal i 3 escoles elementals. Celles-sur-Belle disposava d'un col·legi d'educació secundària amb 512 alumnes.

## Poblacions més properes
El següent diagrama mostra les poblacions més properes.